# ژرژ دوکو
ژرژ دوکو (فرانسوی: Georges Decaux‎; ۱۴ آوریل ۱۹۳۰ – ۱۲ اکتبر ۲۰۱۵) دوچرخه‌سوار اهل فرانسه بود.